# Kalinkovo
Kalinkovo (in ungherese Szemet, in tedesco Semethdorf) è un comune della Slovacchia facente parte del distretto di Senec, nella regione di Bratislava.